# Windows Phone-verziók
A Windows Phone operációs rendszer 2010 októbere, a Windows Phone 7 megjelenése óta létezik.

## Kereskedelmi verziók
|  | Régi kiadás |  | Aktuális kiadás |  | Jövőbeli kiadás |

### Windows Phone 7
| Windows Phone 7           | Windows Phone 7           | Windows Phone 7                                                                                      |
| ------------------------- | ------------------------- | --- |
| Bővebben: Windows Phone 7 |                           | |
| Verziószám                | Kiadás dátuma             | Újdonságok                                                                                           |
| 7.0.7004                  | 2010. október 29.         | A Windows Phone 7 operációs rendszer első verziója                                                   |
| 7.0.7008                  | 2010.                     | - A frissítési folyamat javítása a későbbi frissítések számára                                       |
| 7.0.7390 (NoDo)           | 2011. március 22.         | - CDMA támogatás - Másolás és beillesztés - Gyorsabb alkalmazásindítás - Mélyebb Facebook integráció |
| 7.0.7392                  | 2011.                     | - Hamis tanúsítványok visszavonása                                                                   |
| 7.0.7403                  | 2011.                     | Köztes frissítés a Mangóra való frissítéshez                                                         |
| Verziószám                | Kiadás dátuma             | Újdonságok                                                                                           |
|                           | Bővebben: Windows Phone 7 | |

### Windows Phone 7.5
| Windows Phone 7.5 | Windows Phone 7.5    | Windows Phone 7.5 |
| --- | -------------------- | --- |
| A Windows Phone 7.5, kódnevén „Mango” frissítést 2011 februárjában jelentették be a Mobil Világkongresszuson. A frissítést 2011. május 24-én New Yorkban mutatták be hivatalosan, amikor a Microsoft részletekbe menően taglalta a frissítést, majd nem sokkal később Steve Ballmer bejelentette, hogy több, mint 500 újdonság fog szerepelni benne. Annak ellenére, hogy az operációs rendszer belsőleg 7.1-es változatként azonosítja magát, azonban azt mégis 7.5-ösként hirdették az összes végfelhasználóknak szánt dokumentumban. A 2011. szeptember 27-től kezdte el a cég bevezetni a Windows Phone 7.5-öt az Egyesült Államokban és világszerte is. 2011 utolsó negyedévében jelentek meg az első telefonok, amelyek a Windows Phone 7.5-ös változatával előretöltve kerültek piacra. |                      | |
| Verziószám | Kiadás dátuma        | Újdonságok |
| 7.10.7720 (Mango) | 2011. szeptember 27. | - Üzenetküldés és közösségi hálózat-integráció - Dinamikus élő lapka információk - Twitter és LinkedIn integráció a Kapcsolatok (People) menüpontban - Csoportok (Groups): névjegyek rendezése csoportokba, melyek a kezdőképernyőre is kitűzhetők - A névjegykártyák immár az összes beszélgetési előzményt (SMS-ek, e-mailek, MMS-es, Messenger-üzenetek stb.) tartalmazza - A Facebook Helyek bejelentkezés támogatása - Windows Live Messenger és Facebook chat integráció - Szálak: az összes beszélgetés (Messenger, SMS, MMS) egy szál alá lett rendezve - Szálankénti e-mail beszélgetések támogatása - Outlook feladatok támogatása - A Facebook események integrálva lettek a naptárba - Csatlakoztatott e-mail-fiókok: több e-mail-fiókot össze lehet kapcsolni, így egyetlen levelesládában tekinthető meg az összes beérkező üzenet - Beépített hangos szövegbevitel/szövegolvasó funkció, ami lehetőséget biztosít a kéz nélküli szövegbevitelre vagy beszélgetésre - Szerverkereső az Exchange-hez - Tartalomvédelmi szolgáltatás (IRM) támogatása az e-maileknél és Office-dokumentumoknál - Vizuális hangposta - Keresés/Bing - Bing Vision: vonalkód, borító, poszter és termékbeolvasás, OCR szövegfordítás - Bing Audio / Music: Shazam-szerű hangfelismerés - Bing Local Scout: „körülöttem” (around me) üzleti és POI kereső - Bing Quick Cards: termék/média információk, tesztek - Bing Search: belső térképek (csak az Egyesült Államokban), képkereső, harmadik féltől származó alkalmazások integrációja - Bing Maps: kanyarszintű navigáció, hangnavigáció - Office - Skydrive és Microsoft 365 dokumentumok szinkronizálása (a PDF dokumentumok is támogatottak) - Az Excel Mobile további makrófunkciókat is támogat - Microsoft Lync támogatás egy letölthető alkalmazáson keresztül - OneNote „teendők” hozzáadásának lehetősége a OneNote-oldalak szerkesztése közben - Az Office 2007-nél régebbi dokumentumok szerkesztésének lehetősége eltávolításra került - Képkezelő - Kapcsolatok galéria SkyDrive és Facebook szinkronizálással - Emberek megjelölése a képeken SkyDrive és Facebook szinkronizálással - Fényképek javítása: automatikusan feljavítja az élességet, fényerőt, stb. - A Képek lapka mostantól animált - Videómegosztás MMS-ben, a Facebookon, a SkyDrive-on vagy e-mailben - Twitter inetgráció - Integráció a Kapcsolatok menüponttal - Gyors hozzáférés a Filmtekercshez (Camera Roll) - Amikor egy fényképet választunk ki egy alkalmazásban mostantól a Facebookos vagy SkyDrive-os online albumokból is lehet tallózni nem csak a telefonon tároltakból - Albumok, köztük a Facebook-albumok kezdőképernyőre tűzése - Multimédia - Zune SmartDJ keverés támogatása - Az előadó képe mostantól megjelenik a zárolási képernyőn zenelejátszás közben - Változtatások a felhasználói felületen a zárolási képernyő médiavezérlőjében - Lehetőség a videók képarányának állítására videólejátszás közben - Egyetlen szám ismétlésé anélkül, hogy azt a kezdőképernyőre kéne tűzni - Podcast letöltések / előfizetések az éteren keresztül (csak az Egyesült Államokban) - Médiatartalom megnyitása / lejátszása hangparancsokkal - Lejátszási listák létrehozásának és elmentésének lehetősége - Piactér - A Piactér (Marketplace) kezelőfelülete és keresője átalakításra került - Kamera - Változások a kezelőfelületen - A beállítások mostantól a Képek alkalmazás bezárásakor kerülnek elmentésre - Exponálási hang ki/bekapcsolása - Elülső kamera támogatása - Fókuszálás és képkészítés érintésre – a képernyő koppintására oda fókuszál a kamera, majd elkészül a kép (csak bizonyos készülékeknél) - Képek megtekintése a zárolási képernyőn – a telefon zárolt állapotában készült képek megtekinthetőek a zárolási képernyőn (csak az éppen elkészült képek esetén) - Változtatások a fekvő nézetben – mostantól a fekvő nézetben készült képek automatikusan fekvő nézetben nyílnak meg a megtekintésükkor - Játszótér - Újratervezett Játszótér (Games) menüpont beépített 3D avatár testreszabással - A barátok és a teljesítmények mostantól ezen menüpontban érhetőek el - „Fast Async” szolgáltatás a többjátékos játékokhoz - Internet Explorer 9 Mobile - Hardveresen gyorsított renderelés - HTML5 audió- és videólejátszás támogatása - Háttérben történő HTML5 audiólejátszás - A földrajzi helymeghatározás támogatása - Új JavaScript-motor - Új kezelőfelület, amelyben az URL-sáv a képernyő aljára került - Az URL-sáv mostantól fekvő módban is elérhető - A „keresés az oldalon” funkció eltávolításra került - A „lapok” gomb az alkalmazás sáv egyik menüpontja alá került - Biztonság - A beszédparancsok kikapcsolásra kerülnek, ha a készüléket lezárják - Bonyolult (alfanumerikus) PIN támogatása - Egyéb változások - Internet megosztás - Takarékos üzemmód (Battery saver): a telefon automatikuson kikapcsolja a háttérben futó nagyobb energiaigényű szolgáltatásokat és alkalmazásokat ha az akkumulátor töltöttségi szintje alacsony. Az akkumulátor lemerüléséig hátralévő időt is kiszámolja - Csengőhangkezelő egyedi és letölthető csengőhangokkal - A Kapcsolatok (People) lapka újratervezésre került és a korábbitól eltérő módon animál - Hozzáadásra került egy keresési ikon és egy gyors ugrás lista az alkalmazások listájára - 16 új nyelv (cseh, dán, finn, görög, holland, japán, kínai (hagyományos és egyszerűsített), lengyel, magyar, norvég, orosz, portugál (brazil és portugál) és svéd) támogatása - Kelet-ázsiai kézírás felismerése - Új nyelvek és hangulatjelek támogatása a képernyőn megjelenő billentyűzeten - Rejtett WiFi-hálózatok támogatása - A Qualcomm MSM7X30 és MSM8X55 egylapkás rendszerek (SoC) támogatása - Az Alkalmazások menü a Kapcsolatok menühöz hasonló ábécé-rendezési lehetőségekkel bővült - A készülék kikapcsolása ezentúl egy lefelé irányuló pöccintéssel történik a kikapcsoló gomb néhány másodpercen való lenyomása után - Az emelkedő hangerejű ébresztőfunkció eltávolítása - Az ébresztő „szundi” idejének módosítása - Fejlesztési API módosítások és kiegészítések - A többfeladatosság és gyors alkalmazásváltás engedélyezése a külsős cégek által fejlesztett alkalmazásokhoz - Háttérben futó feladatok és szolgáltatások támogatása - Az élő lapkák kibővítése, amelyek frissítéséhez nem szükséges internetkapcsolat és két oldaluk is lehet, amelyek bizonyos időközönként átfordulnak - App Connect: a külsős cégek által fejlesztett alkalmazások integrálhatják a Bing keresőt, több élő csempéjük is lehet, illetve olyan push értesítéseket is megjeleníthetnek, amelyek közvetlenül mélyen beleépülnek az alkalmazás bizonyos részeibe („Deep Toast”) - Opcionális 32 bites színskála támogatás a Silverlight-alkalmazásokhoz hardveres árnyalással - A Silverlight 4 támogatása. - A Silverlight és az XNA támogatása egyazon alkalmazás-képernyőn - Nyers kamerakép-hozzáférés a külsős cégek által fejlesztett alkalmazásoknál - Új szenzor API, amely egyesíti az iránytűt, a giroszkópot és a gyorsulásmérőt - Javított Listbox kezelés jobb lapozási teljesítménnyel - Javított webböngésző kezelés IE9 renderelési motorral és rendszerre kiterjedő sütihozzáféréssel - Vágólap API - Hardveresen gyorsított videodekódolás - TCP/IP és UDP foglalatok támogatása - Beágyazott adatbázis LINQ-kel (az SQL Server Compact 4.0 motoron alapul, de közvetlen SQL lekérdezése nélkül) - Háttérben történő fájlátviteli ügynök - Generációs szemétgyűjtő - NEON/SIMD támogatás az XNA alkalmazások részére |
| 7.10.7740 | 2011.                | - Microsoft Exchange Server 2003-nál megjelenő e-mail problémák javítása - Rögzített hangposta értesítés hiba javítása |
| 7.10.8107 (Refresh) | 2011.                | - LTE támogatás - A billentyűzet gépelés közbeni eltűnésének javítása - Helyadatokhoz való hozzáférési hiba javítása - Egyéb hibajavítások |
| 7.10.8112 | 2012.                | Az Egyesült Államokban az AT&T által forgalmazott Nokia Lumia 900 és HTC Titan II mobiltelefonok alap operációs rendszere |
| 7.10.8773.98 (Tango) | 2012. június 28.     | - Jobb médiaküldés - Csengőhangok MMS-ben történő elküldésének lehetősége - A névjegyek SIM kártáyra való átmentése és kezelése - Alacsonyabb költségosztályú, 256 MB RAM-mal és alacsony órajelű processzorral szerelt készülékek támogatása - Új háttérképek - Betűindexelés - Megbízhatóbb értesítések - Mellékletletöltés a Microsoft Exchange 2003 Serverrel - Gyorsabb numerikus PIN válaszidő - Helyfigyelés ikon - Kisebb javítások és változtatások A frissítések immár 23 új piacon is elérhetőek, köztük Bahrainben, Bulgáriában, Costa Ricában, az Egyesült Arab Emírségekben, Észtországban, Horvátországban, Irakban, Izlandon, Izraelben, Katarban, Kazahsztánban, Kínában, Lettországban, Litvániában, Romániában, Szaúd-Arábiában, Szlovákiában, Szlovéniában, Thaiföldön, Ukrajnában, Venezuelában és Vietnamban. A frissítés részét képezi egy Skype alkalmazás is. A 2012-es Mobil Világkongresszuson bejelentett Nokia Lumia 610 és a ZTE Orbit voltak az első telefonok, amelyek a Tango frissítéssel előretöltve jelentek meg. |
| 7.10.8779.8 |                      | - Bizonyos régiókban felmerült alkalmazásvásárálási hiba javítása - Az e-mailek alapértelmezett szinkronizálási idejének megváltoztatása |
| 7.10.8783.12 |                      | - Egyéb Windows Phone javítások |
| Verziószám | Kiadás dátuma        | Újdonságok |

### Windows Phone 7.8
| Windows Phone 7.8 | Windows Phone 7.8  | Windows Phone 7.8 |
| --- | ------------------ | --- |
| Ez a változat nem támogatja a USSD-t A korábban megjelent Windows Phone hardvereket nem lehet frissíteni a Windows Phone 8-ra a rendszermagban történt változtatások és a hardveres követelmények miatt. Azonban a Microsoft a Windows Phone 8 leleplezése mellett azt is bejelentette, hogy a Windows Phone 7.x készülékek ingyen frissíthetőek lesznek a Windows Phone 7.8-ra. A Nokia első zászlóshajó Windows Phone-telefonja, a Lumia 900 is megkapta a Windows Phone 7.8 frissítést számos országban. A frissítés tartalmazza a Windows Phone 8 néhány újdonságát, köztük az átdolgozott kezdőképernyőt, illetve egyéb, nem részletezett funkciókat is. |                    | |
| Verziószám | Kiadás dátuma      | Újdonságok |
| 7.10.8858.136 | 2013. február 1–2. | - Új felhasználó felület a kezdőképernyőn, állítható méretű csempékkel, hasonlóan Windows Phone 8-hoz - Új üdvözlőképernyő indításkor, a Windows Phone 8 új logójával - Új logót kaptak az olyan alapalkalmazások, mint a Játszótér (Games), az Office, vagy a Windows Phone Piactér (Store) - 20 jelölőszín (egy a gyártónak vagy a mobilszolgáltatónak), hasonlóan Windows Phone 8-hoz - Windows Phone 8-hoz hasonló javított zárolási képernyő, dinamikus háttérképek (Bingen keresztül), illetve (talán) külsős cégek által fejlesztett alkalmazások - Hangerő-szabályozási problémák - Adatfogyasztási problémák bizonyos alkalmazásknál |
| 7.10.8860.142 | 2013. március 14.  | Köztes frissítés - Számos biztonsági javítás - Wi-Fi megosztás engedélyezése a Samsung Omnia GT-I8350 készüléknél |
| 7.10.8862.144 | 2013. március 14.  | - Az élő lapkák funkcionalitási problémáinak javítása (nem frissültek) |
| Verziószám | Kiadás dátuma      | Újdonságok |

### Windows Phone 8
| Windows Phone 8 | Windows Phone 8           | Windows Phone 8 |
| --- | ------------------------- | --- |
| A Windows Phone 8, kódnevén Apollo a Windows Phone következő generációja, amelyet 2011 augusztusában erősített meg a Microsoft egy MSDN találkozón. A cég az új operációs rendszer első betekintésre 2012. június 20-án kerített sort. Négy cég, a Nokia, a Huawei, a Samsung és HTC, valamint az Acer, a Lenovo és a ZTE készített WP8-as készülékeket. Az összes WP8-as készülék a Qualcomm egylapkás rendszereire (Snapdragon S4 Plus) épül. A Windows Phone 7.x készülékek nem képesek a Windows Phone 8 futtatására és a külön a Windows Phone 8-hoz fordított alkalmazások nem lesznek elérhetőek a Windows Phone 7.x készülékekre. A GDR3/Update 3 frissítés bármely GDR2 rendszeren futó Windows Phone-ra telepíthető egy ingyenes Windows App Studio-fiók igénylésével, az e-mailben kapott tanúsítvány telepítésével, végezetül pedig a Preview for Developers alkalmazás telepítésével. Ez a művelet azonban érvénytelenítheti a hardvergyártó vagy a mobilszolgáltató garanciáját. |                           | |
| Verziószám | Kiadás dátuma             | Újdonságok |
| 8.0.9903.10 (Apollo) | 2012. október 29.         | - Átállás a Windows 8 alapvető komponenseire, így annak fájlrendszerére, hardver-illesztőprogramjaira, protokoll-kötegére, biztonsági komponenseire, illetve annak média és grafikai támogatására - A többmagos processzorok támogatása legfeljebb 64 magig (a rendszer a Snapdragon S4 két- és négymagos változataira van optimalizálva) - A WXGA felbontások (1280×720, 1280×768) támogatása - MicroSD-kártyák támogatása - Internet Explorer 10 - Javított háttérben futó többfeladatosság - NFC támogatás, köztük a fizetés és a tartalommegosztás a WP8 és Windows 8 gépek között (az NFC-t már a Tango frissítés is támogatta részlegesen a ZTE Orbitnál) - C és C++ kódok natív támogatása, egyszerűsített portolás Androidról, Symbianről és iOS-ről (a natív kódokat a WP7 is támogatta a készülékgyártók, a mobilszolgáltatók és a kulcspartnerek számára) - Windows 8 alkalmazások egyszerűsített portolása Windows Phone 8-ra (kompatibilitás a Windows 8 „Modern UI” alkalmazásaival) - A mobilszolgáltatók vezényelhetik és nevezhetik el a „Pénztárca” (Wallet) elemet SIM-en vagy telefonhardveren keresztül (az Orange volt az első) - Nokia térképtechnológia (Navteq térképek offline móddal, kanyarszintű navigációval) - Natív 128 bites BitLocker titkosítás, biztonságos indítás - A Windows Phone készülékek távoli vezérlése, hasonlóan a Windows asztali gépekhez - VoIP és videochat integráció bármely VoIP vagy videóchat alkalmazáshoz (a tárcsázóba, Kapcsolatok menüpontba integrálva) - Alkalmazáson belüli vásárlások - Firmware Over the Air a Windows Phone frissítésekhez - Legalább 18 hónap Windows Phone-frissítési garancia a WP8 készülékekhez - A Kamera (Camera) alkalmazás immár támogatja a „lencséket”, amely lehetőséget biztosít külsős cégek számára a kamera felhasználói felületének módosítására, illetve új funkciók hozzáadására - Sorozatfelvétel, amely lehetőséget biztosít a legjobb felvétel kiválasztására egy sorozatnyi képből - Panorámakép-beállítások a Microsoft Photosynth technológiájának használatával - Képernyőmentések készítésének lehetősége - Mélyebb SkyDrive integráció, köztük az adatok zenegyűjteményként való szinkronizálásának lehetősége - Az Adatforgalmi segéd (Data Sense) nyomon követi és jelentéseket készít az adathasználatról, csökkenti az adathasználatot az előre meghatározott adatmennyiség közeledtével, engedélyezi a weboldalak tömörítését egy felhő alapú szolgáltatáson keresztül, Wi-Fi hozzáférési pontokat keres - Elvetették a Zune asztali program használatát a szinkronizáláshoz - Gyermeksarok (Kid’s Corner) - Szobák (Rooms) - Élő alkalmazások (Live Apps) |
| 8.0.10211.204 (GDR 1) | 2012. december 11.        | - Fejlesztések az üzenetküldésben – több címzett üzenetek küldésekor, el nem küldött piszkozatok automatikus mentése, továbbított üzenetek szerkesztésének lehetősége - Szöveges válaszok a beérkező hívásokra - Internet Explorer-fejlesztések – képek automatikus letöltésének megakadályozása, kiválasztott weboldalak törlésének lehetősége a böngészési előzményekből - Wi-Fi kapcsolat – a Wi-Fi kapcsolat megőrzésének lehetősége kikapcsolt kijelző mellett, Wi-Fi hálózat prioritizálás - Egyéb meg nem nevezett javítások |
| Más néven: 8.0.10328.78 (GDR 2) | 2013. július 12.          | - Google-fiókok – a Windows Phone 8 mostantól támogatja a CardDAV és a CalDAV protokollokat, amelyek lehetőséget biztosítanak a Google címtár és naptár információk szinkronizálására - Xbox Music – könnyebb a zeneszámok kiválasztása, letöltése és kitűzése. Pontosabb metaadatok és egyéb teljesítménybeli javítások - FM rádió – lehetséges az FM rádió hallgatása a Zene+Videók (Music+Videos) menüpontból. (nem érhető el az összes telefonnál) - Adatforgalmi segéd (Data Sense) – adatkorlát megadásának a lehetősége (a Verizon előfizetői számára már az első WP8 verziótól elérhető volt) - Skype – Voice over Internet Protocol (VoIP) alkalmazások, mint a Lync vagy a Skype javított stabilitásban és teljesítményben részesültek - Internet Explorer – jobb böngészési élmény javított HTML5 kompatibilitással - Kamera – kedvenc lencsék kiválasztása, amelyek automatikusan megnyílnak a kamera-gomb lenyomásával (nem érhető el az összes telefonnál) - Egyéb javítások |
| Más néven: 8.0.10501.127, 8.0.10517.150, 8.0.10521.155 | 2013. október 14.         | - Nagyobb kijelzők és a korábbi négycsempés kezdőképernyő helyett a hatcsempés támogatása (kizárólag a bizonyos készülékeknél) - 1080p képernyőfelbontás támlgatása - A Qualcomm Snapdragon 800 egylapkás rendszer (négymagos processzor) támogatása - Új autós üzemmód (Driving Mode), amely lehetőséget biztosít a szöveges üzenetek, telefonhívások és a gyors állapotjelzések korlátozására, illetve automatikusan SMS-üzenetben válaszol azoknak, akik megpróbálták elérni a telefont - Kisegítő lehetőségek a gyengén látóknak - Javított internet megosztás (Bluetoothon keresztüli párosítás Windows 8.1 és ICS készülékekkel, automatikusan) - Egyéni hangok rendelése az SMS-ekhez, a csevegőüzenetekhez, az e-mailekhez, a hangüzenetekhez és az emlékeztetőkhöz, valamint a szöveges üzenetekhez, személyenként - Képernyőtájolás zárolása - Jobb tárterület-kezelés - Az alkalmazások bezárásának lehetősége az alkalmazásváltóban - Wi-Fi kapcsolat a telefon első indítása alatt - Bluetooth hibajavítások és kapcsolatminőség javítások a Bluetooth-tartozékokhoz - „Több száz a motorháztető alatti teljesítménybeli trükk és fejlesztés” |
| 8.0.10532.166 | 2014. április 14.         | Előkészítő frissítés a Windows Phone 8.1-hez |
| Verziószám | Kiadás dátuma             | Újdonságok |
| | Bővebben: Windows Phone 8 | |

### Windows Phone 8.1
| Windows Phone 8.1 | Windows Phone 8.1           | Windows Phone 8.1 |
| --- | --------------------------- | --- |
| A Windows Phone 8.1, kódnevén Blue a Microsoft következő nagyobb frissítése a Windows Phone platformhoz. A frissítés célja az volt, hogy funkcióparitásba hozza az operációs rendszert a rivális Androiddal és iOS-szel, illetve, hogy folytassa a Windows Phone egyesítését a Windowsszal a Microsoft hosszútávú terve mentén. 2014. február 10-én a Microsoft közzétette a Windows Phone 8.1 szoftverfejlesztői csomagját (SDK) a fejlesztőkkel. Az operációs rendszer végleges formáját 2014. április 2-án mutatták be a Microsoft Build fejlesztői konferenciáján, San Franciscóban. A rendszer végül 2014 áprilisának közepén jelent meg. A szoftverfejlesztői csomag dokumentációjából kiderült, hogy az összes Windows Phone 8 készülék meg fogja kapni a 8.1-es frissítést. A Windows Phone 8.1-alkalmazások nem futtathatóak WP8-készülékeken, de a régebbi Windows Phone 7- és Windows Phone 8-alkalmazások futnak a WP8.1-en. A Microsoft 2014. április 14-én jelentette meg a Windows Phone 8.1-et a fejlesztői előzetes programjának keretében, amely neve ellenére bárkinek elérhető. 2014. május 14-én már meg is jelent az első frissítés is a rendszerhez. 2014. június 2-án és június 12-én két újabb kisebb frissítés jelent meg néhány apróbb hiba kijavítására, illetve, hogy megnyissák a kompatibilitást az újabb Windows Phone 8.1 készülékeknek. |                             | |
| Verziószám | Kiadás dátuma               | Újdonságok |
| 8.10.12359.845 (Blue) | 2014. április 14.           | Felhasználói felület - A Műveletközpont (Action Center) sima vagy néma „toast” értesítéseket mutat, fentről lefelé pöccintve érhető el - Gyorsbeállítások a Műveletközpontban négy (vagy öt a nagyobb kijelzőkön, mint a 6 hüvelykes Nokia Lumia 1520-on) testreszabható gyorsművelettel: repülési üzemmód, bluetooth, fényerő, kamera, internet megosztás, helyadatok, képernyő kivetítése, ne zavarjanak! (Quiet Hours), képernyőtájolás zárolása, VPN, Wi-Fi - Kezdőképernyő hátterek - 6 kicsi vagy 3 közepes oszlop élő csempe támogatása a kezdőképernyőn - Bing szolgáltatáson alapuló Cortana intelligens személyi asszisztens - Alkalmazások bezárása a többfeladatosság nézetben lefelé pöccintéssel - A nemrég telepített alkalmazások egy „új” címkével vannak ellátva az alkalmazáslistában - Virtuális, képernyőn megjelenő gombok, az úgynevezett Navigációs sáv (Navigation Bar) támogatása, egyedi háttérszín beállítási lehetőséggel - Gesztusbillentyűzet, amelyben a billentyűzet lévő karakterek közötti pöccintéssel lehet gépelni (Shape Writing) Általános felhasználói élmény változások - Bing okoskeresés (hasonló a Windows 8.1 rendszeréhez) - A vissza (Back) gomb nem zárja be az alkalmazásokat - Névjegyek gyorstárcsázása - Lehetőség a csak telefonszámmal rendelkező névjegyek mutatására - Névjegyek hozzáadása a „belső körbe” (Inner Circle); legfeljebb 40 névjegy (Cortana szükséges hozzá) - Dupla koppintás a telefon feloldásához (a Nokia Lumia készülékekben az „Amber” frissítés óta jelen van) - Képek megjelölése kedvencként egy szív alakú ikonra koppintva - Általános billentyűzet fejlesztések, köztük az emodzsik mutatása gépelés közben és a Kapcsolatokban szereplő nevek felismerése - Hívás közbeni hangutasítások - Figyelmeztetés, ha a töltő nem megfelelő teljesítményű - Ne zavarjanak! (Quiet Hours) – értesítések kikapcsolása előre meghatározott időkeretekben vagy, ha „elfoglalt” a naptárban (Cortana szükséges hozzá) - A képernyőkép-készítés gombkombinációja a ki/bekapcsoló + a hangerőnövelő gomb párosa - A keresés gomb a Beszédfelismerés (Speech, „Cortana”) megnyitásának új módja - Különálló hangerőszabályzók a csengés+értesítéseknek és a médiafájlok+alkalmazásoknak - Alapértelmezett hangnavigáció beállítása az operációs rendszerhez - Narrátor (Voice Narrator) a kisegítő lehetőségekhez - Fájlválasztó - Wi-Fi segéd (Wi-Fi Sense) – biztonságos Wi-Fi hálózatok megosztása a névjegyzékben található személyekkel, ha van Wi-Fi segédjük - A Wi-Fi megadott idő után újracsatlakozhat - Az Állapotsáv jel- vagy Wi-Fi-erősséggel, akkumulátor-töltöttséggel, stb. mindig látható (nem rejti el magát automatikusan) - A telefonelőzmények egybevonja az egyazon személytől érkező hívásokat, mellettük egy a hívások mennyiségét jelző számmal Új technológiák támogatása - Virtuális magánhálózat (VPN), automata indítású VPN - Vállalati Wi-Fi támogatás EAP-TLS és EAP-TTLS funkciókkal - Miracast – Windows Phone-kijelzők kivetítése televíziókra és/vagy monitorokra - Bluetooth 4.0 LE (firmware támogatás szükséges hozzá) - Dupla SIM - Egér és billentyűzet (HID) - A Qualcomm Snapdragon 200/400/400 LTE egylapkás rendszerek támogatása - A TD-LTE és az SGLTE teljes támogatása Internet Explorer 11 - WebGL - Normal mapping - Fájlfeltöltések - Fájlletöltések a local storage-ba - Jelszókezelő - Videolejátszó HTML5 videotámogatással (a videolejátszásnak nem kell teljes képernyőn történnie) - A fülek, az előzmények, a kedvencek és a jelszavak szinkronizálása Windows 8.1-es Internet Explorer 11-gyel - Előre és vissza balra és jobbra pöccintéssel Alkalmazások - Alkalmazások telepítése, fényképek, alkalmazás és játékadatok mentése a behelyezett SD-kártyára (az SD-kártyákon lévő alkalmazások csak az eredeti telefonon érhetőek el) - Alkalmazások automatikus frissítése (a Windows 8.1-hez hasonlóan), kizárólag Wi-Fin keresztül is - Alkalmazásjavaslatok helyadatok szerint - Jobb biztonsági mentési funkciók, köztük alkalmazás- és játékadat feltöltéssel a OneDrive-ra (ha a fejlesztő engedélyezte azt) - Jobb Takarékos üzemmód (Battery Saver), amely figyelemmel kíséri az alkalmazások akkumulátor használatát - Akkumulátorhasználat (Battery Sense, a takarékos üzemmód alatt) alkalmazás kivételi listával - Egyesített bejelentkezés az alkalmazásokhoz (hasonlóan a Windows 8-hoz) egy Microsoft-fiókkal; a bejelentkezés készülékeken keresztül érvényes - Teljes értékű Binges Podcast alkalmazás - A Facebook és OneDrive fénykép integráció eltávolításra került a Képek alkalmazásból - Az Office-alkalmazások támogatják a jelszóvédett dokumentumokat - Office lencsetámogatás a dokumentumok kamerával való átnézéséhez, OCR-rel az Office-ba való integrálással - OneDrive (korábban SkyDrive) integrált fájlkezelővel (hasonlóan a Windows 8.1-hez) - A Twitter mélyebb integrációra került a Kapcsolatok menüpontban - Frissített naptár alkalmazás időjárás előrejelzéssel a napi és heti nézethez - Frissített kamera alkalmazás, hasonló a Windows 8.1-hez, sorozatkép-készítéssel - Frissített e-mail alkalmazás e-mailek és az azokban lévő képek letöltésének kényszerítésével, felhasználói szokások szerinti szinkronizálással - Frissített üzenetek alkalmazás a témák elnémításának lehetőségével - Az Xbox Music és az Xbox Video különálló alkalmazásként vannak jelen a korábbi Zene + Videó menüpont helyett (ezzel több frissítés jelenhet meg hozzájuk) - Az Xbox Game menüpontot újratervezték Rendszer - CHKDSK az SD-kártyákhoz azok állapotának megőrzésére - A telefont mostantól a legfrissebb operációs rendszer változatra kell frissíteni a gyári beállítások visszaállításához - Megbízható alkalmazások listája az NFC-hez, amely megszünteti az alkalmazások megnyitása előtt feltett kérdést - Virtuális okoskártya támogatás - A Pénztárca (Wallet) támogatja a jegyeket, tagsági kártyákat és a Passbookot - Lehetőség a mobilszolgáltatók részére, hogy bizonyos alkalmazásokat telepítsenek a készülékre a SIM kártya észlelése után - Lehetőség a mobilszolgáltatók részére, hogy a távolból vezéreljék az Adatforgalmi segéd (Data Sense) adatkorlátját Vállalati újdonságok - S/MIME az e-mailek aláírására és titkosítására - A vállalati telefonok jelszavát a távolból is meg lehet változtatni - Vállalati erőforrások elérése tűzfalon keresztül - Tanúsítványkezelés a tanúsítványok beiktatásához, frissítéséhez és megújításához - Javított MDM szabályok a telefon funkcionalitásának korlátozásához a nagyobb vállalati irányítás, valamint a gazdagabb alkalmazáskezelés érdekében, amellyel megszabható, hogy mely alkalmazások telepíthetőek és melyek nem Fejlesztői újdonságok - Háttérfeladatok: Bluetooth jelerősség, csevegőüzenet-értesítések, eszközcsatlakoztatási változások, eszközhasználati kioldó, GATT-jellemző értesítések, helyek, push értesítések, RFCOMM csatlakozás, rendszeresemény, időzítő - Területmeghatározási (geo-fencing) API helyalapú emlékeztetőkhöz - Natív HTML5/JavaScript alkalmazásfejlesztői támogatás - Hardveresen gyorsított audio/video kódolás (ugyanaz az API, mint a WinRT-ben) - Médiaszerkesztés – audio és video effektek; slow motion videó - Az alkalmazások felvehetik a saját audio/video jelüket - Új APPX alkalmazáscsomag-formátum az új Windows Phone 8.1 alkalmazásokhoz, hasonló a Windows 8.1 APPX-formátumához - A sztereoszkopikus 3D támogatása - Új fejlesztői eszközök – SemanticZoom, DatePicker és TimePicker |
| 8.10.12382.878 | 2014. április 14.           | Köztes frissítés - Számos minőségbeli javítás |
| 8.10.12393.890 | 2014. június 2.             | - A boot logó megváltoztatása - Kisebb hibajavítások - Akkumulátorhasználat javulás |
| 8.10.12397.895 | 2014. június 12.            | - Javítások az API-kban - Új készülékek engedélyezése |
| 8.10.12400.899 | 2014. július 16.            | |
| 8.10.14141.167 |                             | |
| 8.10.14147.180 (Update 1) | 2014. augusztus 4.          | Alkalmazások - A Cortana új országokban, így Ausztráliában, az Egyesült Királyságban, Indiában, Kanadában és Kínában is elérhetővé vált - Közepes méretű Áruház élő csempe támogatása - Az Áruház csempéjének mérete egységesítve lett az összes elrendezésénél és néhány csempe helyet cserélt a kezdőképernyőn - Javított Xbox Music alkalmazás és élő csempe támogatás - Mappák támogatása - A telefontok-alkalmazások futtatásának engedélyezése, ha a tok csukva van, illetve a zárolási képernyő automatikus feloldásának alapértelmezett beállításának módosításának lehetősége - SMS egyesítés és továbbküldés - Alkalmazástéka (Apps Corner) – meg lehet határozni, hogy mely alkalmazásokat lehessen futtatni egy speciális sandbox módban vagy bootolni egyből egy alkalmazásba - Több száz Internet Explorer 11 javítás, melyek jelentős mértékben növelik a kompatibilitás a mobilwebbel Általános felhasználói élmény változások - Névjegyzék hangparancsok Cortanának, amely segítségével a felhasználók olyan járművekben is lehetőséget biztosít a hangparancsok kiadására, amely nem támogatja azt Bluetoothon keresztül csatlakoztatott telefonoknál - USB választási lehetőségek - Felhasználó által testreszabható szundibeállítások az ébresztőkhöz - Továbbfejlesztett kiválasztás, több hívás, üzenet vagy névjegy egyszeri törlésének lehetősége - Jelszóvédett Office-dokumentumok támogatása Új technológiák támogatása - Dupla SIM-es CDMA és GSM rádiójel támogatás - Bluetooth PAN 1.0 profil - Bluetooth aptX kodek támogatás az A2DP-hez - Bluetooth böngészés támogatása az AVRCP-hez - Bluetooth-tartozék értesítések - Hálózati idő protokoll (NTP) támogatása – a Windows Phone készülék automatikusan beállítja az időt NTP protokollon keresztül, ha az nem támogatja a NITZ-t vagy nem érhető el mobil adatátviteli kapcsolat - Voice over LTE (VoLTE) támogatás - A Qualcomm Quick Charge 2.0 támogatása – akár 75%-kal gyorsabb töltés a támogatott készülékeknél (Snapdragon 400, 600 és 800) Vállalati újdonságok - Adatok küldése és fogadása virtuális magánhálózaton (VPN) keresztül Wi-Fi elérési pontra csatlakozva - A L2TP VPN protokoll támogatása IPseckel Készülékgyártói újdonságok - Figyelmeztető LED támogatása - Egyedi zárolási képernyők támogatása - Az 1280x800 WXGA felbontás támogatása - Az 540x960 qHD felbontás támogatása legfeljebb 6 hüvelykes kijelzőméretig - Az 1280x768 WXGA felbontás támogatása 6,01 és 7 hüvelyk közti kijelzőkig - Wi-Fi szolgáltatáscsomag telepítésének lehetősége, amely eltávolít minden mobil adathálózati funkcionalitást az operációs rendszerből |
| 8.10.14157.200 | 2014. augusztus 19.         | - Hibajavítások |
| 8.10.14176.243 | 2014. szeptember 24.        | - Kijavítja a 80188308-as hibát, amely néhány felhasználó tapasztalt frissítés során - A HTC Windows Phone-os telefonokra, így a 8X, a 8S és a 8XT készülékekre is elérhetővé vált a Windows Phone 8.1 Update - Kijavítja a hozzáférés megsértési hibát a „minuser” komponensben. A hiba miatt a WinRT-alkalmazások és a WebView-k is összeomlottak, ha a felhasználó azok betöltése során (vagy 2–15 másodperccel utána) görgetni kezd. A hiba a 8.1 Update 1-ben (8.10.14147.180) megjelent regresszióval jött létre |
| 8.10.14192.280 | 2014. október 23.           | Ellenőrzi a Microsoft a „fontos frissítések” terjesztésének képességét. A frissítés valójában nem tartalmaz fontos frissítéséket – csak egy teszt. |
| 8.10.14203.306 | 2014. november 13.          | - „Fontos frissítés” nem részletezett okok miatt - Lehetőséget biztosít a Takarékos üzemmód alkalmazás valós idejű élő csempéjére, illetve arra, hogy hozzáadja a felhasználó a Takarékos üzemmódot a Műveletközpont gyorsműveletei közé - Hozzáadja az automatikus frissítéssel preferált telepítési idejének megválasztásának lehetőségét - Az NTP-időszinkronizálás automatikus engedélyezése a CV-készülékeknél (ahelyett, hogy az OEM-re lenne bízva ennek engedélyezése) |
| 8.10.14219.341 | 2014. december 5.           | - További országokban vált elérhető a Cortana (alpha-változata), így Spanyolországban, Franciaországban, Németországban és Olaszországban - Lehetőséget biztosít a mobil adatátvitel kapcsolójának hozzáadására a Műveletközpont gyorsműveletei közé - Offline térképek MicroSD-kártyán való tárolásának lehetősége - Hardveres billentyűzetek támogatása |
| Windows Phone 8.1 Update 2 | Ismeretlen                  | Új technológiák támogatása - Bluetooth Message Access Profile - Bluetooth Human Interface Device Profile 1.1 - Bluetooth HID over Generic Attribute Profile - Absolute Volume Control (az AVRCP része) |
| Verziószám | Kiadás dátuma               | Újdonságok |
| | Bővebben: Windows Phone 8.1 | |

Windows 10 Mobile